# Temple de Sree Padmanabhaswamy
Le temple de Sree Padmanabhaswamy (en malayalam : ശ്രീ പദ്മനാഭസ്വാമി ക്ഷേത്രം, śṟī padmaṉābhasvāmi kṣētṟaṁ) est un temple hindou consacré à Vishnou, localisé dans la ville de Trivandrum (État du Kerala, Inde du Sud). 
Le bâtiment principal date de la fin du XVIIe siècle : en 1686, un incendie détruit le corps principal mais épargne les fondations qui remontent au moins au XIIe siècle. La reconstruction est achevée en 1729.

## Trésor du temple
En 2010, la Cour suprême de l'Inde reçoit une plainte d'un ancien employé du temple devenu avocat, et ordonne un inventaire des biens du temple, étant donné la mauvaise gestion du lieu, lequel est sous la responsabilité de l'Ettara Yogam (King and Council of Eight), composé de six membres, assistés par les Ettuveetil Pillamar (Lords of the Eight Houses). Toutes les décisions sont prises en accord avec le raja de Travancore : en principe, les biens du temple sont sous la garde de la famille royale de Travancore et de son dernier représentant, Moolam Thirunal Rama Varma. Depuis 1971, l'Union indienne ne reconnaît aucun pouvoir politique aux rois locaux, cependant, les propriétés attachées aux dieux peuvent être confiées à la garde d'une personne morale. Après une bataille juridique, le temple est exploré par les autorités fédérales au début de l'année 2011,.
Le 27 juin 2011, un trésor estimé entre 14 et 15 milliards d'euros est découvert par les autorités fédérales dans cinq des huit chambres souterraines (kallaras) du temple (notées A à H). Le trésor est constitué de colliers, pierres précieuses, statues ou encore de pièces en or, objets qui formeraient l'ensemble des offrandes dédiées au dieu Vishnou et qui furent rassemblées ici au fil des siècles,. Une des chambres, la « B », n'a pas été encore ouverte ; elle est scellée avec une porte de fer portant un motif de cobra, ce qui, selon la croyance populaire, est signe de malheur. Les chambres G et H n'ont pas été ouvertes non plus. Le temple est ensuite placé sous surveillance : des caméras et des détecteurs, mais aussi près de 200 gardes armés veillent en permanence. 
En 2014, la Cour suprême indienne retire au maharaja de Travancore la gouvernance de la fondation gérant les affaires du temple, qui passe sous l'autorité du district de Thiruvananthapuram et du gouvernement du Kerala, sous la surveillance d'un membre de l'Indian Administrative Service (en) et d'un conseiller du temple.
Ce trésor composé d'objets en or et de gemmes serait actuellement le plus important au monde jamais découvert.
L'existence de caves est connue depuis au moins 1933 : l'écrivaine britannique Emily Gilchrist Hatch, publiait dans Travancore: A Guide Book for the Visitor (Oxford University Press) une anecdote à leur propos.